# Болтунов, Олег Иванович
Олег Иванович Болтунов (род. 21 апреля 1973, Мурманск) — российский хоккеист, нападающий.

## Биография
Начинал играть в родном Мурманске. С сезона 1990/91 в течение восьми сезонов играл за череповецкий клуб «Металлург» / «Северсталь». В 1998 году подписал двухлетний контракт с петербургским СКА. В феврале 2000 перенёс операцию на мениске. Летом 2000 года Болтунов совместно с Максимом Соколовым и Алексеем Козневым был отдан в аренду в «Северсталь»; в качестве компенсации СКА должен был получить 5-6 игроков. По ходу сезона 2001/02 вернулся обратно в СКА. Сезон 2004/05 отыграл в «Северстали». В сентябре 2005 года перешёл в «Сибирь». Завершил карьеру в том же сезоне в воскресенском «Химике».
Предприниматель в Череповце.